# Michał Pazdan
Michał Pazdan (født 21. september 1987 i Kraków, Polen) er en polsk fodboldspiller, der spiller som midterforsvarer i Legia Warszawa.

## Titler
- Ekstraklasa: 1
  - 2015/16 med Legia Warszawa

- Polsk Pokalturnering: 3
  - 2015/16 med Legia Warszawa